# 5576 Albanese
5576 Albanese eller 1986 UM1 är en asteroid i huvudbältet som upptäcktes den 26 oktober 1986 av CERGA-observatoriet i Nice. Den är uppkallad efter astronomen Dominique Albanese.
Asteroiden har en diameter på ungefär 24 kilometer.